# Dario II

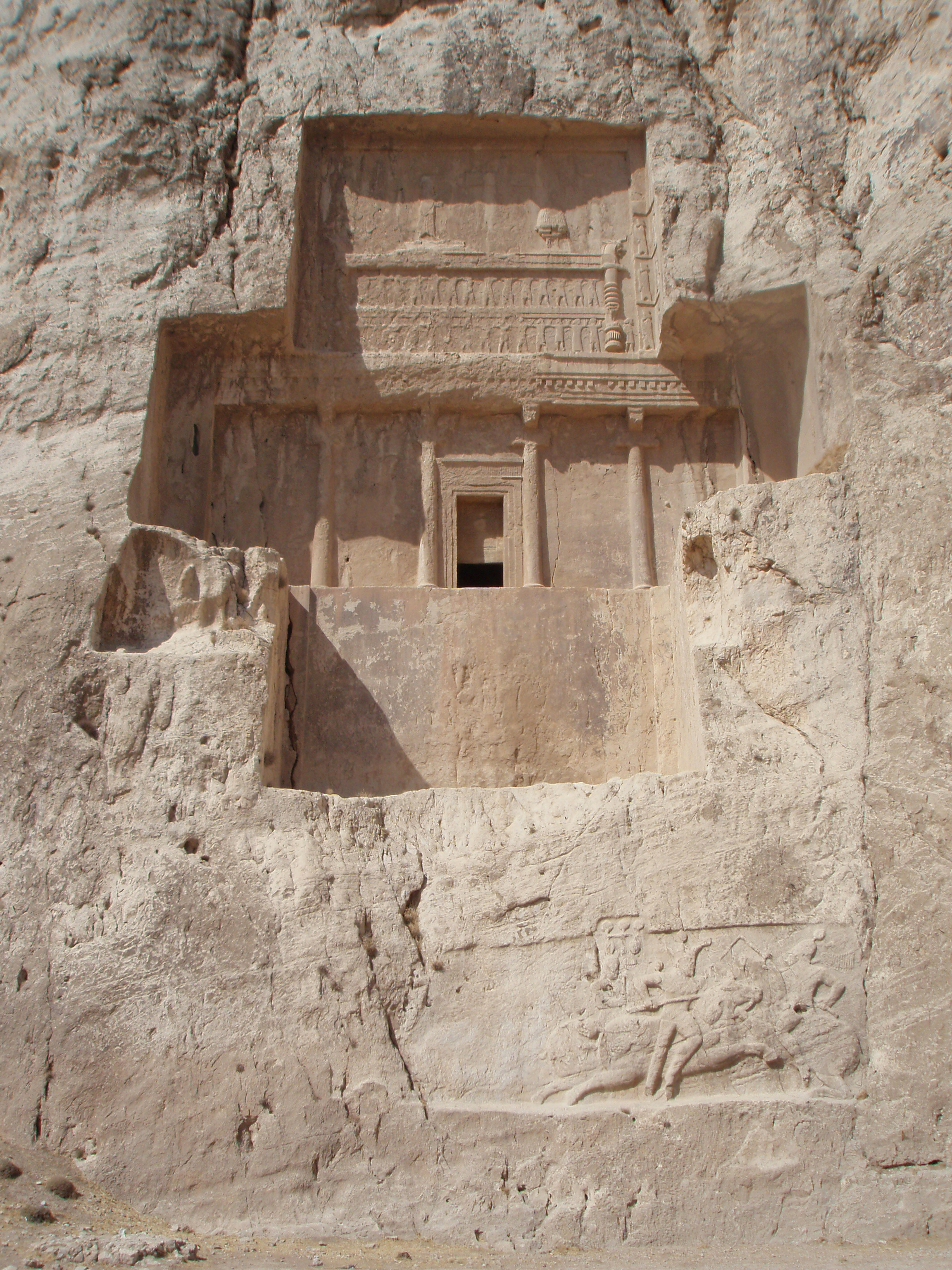
Possível tumba de Dario II. Naqsh-e Rustam, Irã.

Dario II (em persa: داريوش دوم; Dārayavahuš em persa antigo; ? — 404 a.C.), também conhecido como Oco (em latim: Ochus), foi rei da Pérsia de 424 a.C. a 404 a.C., sucessor e meio-irmão de Soguediano. Também era chamado Dario II Noto. Foi sucedido por seu filho Artaxerxes II.

## Nome
Dario (Dārīus) e Dareu (Dārēus) são as formas latinas do grego Dareu (Δαρεῖος, Dareîos), e por sua vez do persa antigo Daraiauxe (𐎭𐎠𐎼𐎹𐎢𐏁, Dārayauš), que é uma forma abreviada de Daraiavauxe (𐎭𐎠𐎼𐎹𐎺𐎢𐏁, Dārayavaʰuš). A forma mais longa reflete-se no elamita Dareamauixe (𒆪𒊑𒀀𒈠𒌋𒆜, Dareamauiš), no babilónio (𒁕𒀀𒊑𒅀𒀀𒈲, Dāreyāmuš⁠), nas formas aramaicas Derivevexe (𐡃𐡓𐡉𐡅𐡄𐡅𐡔, drywhwš) e talvez na forma grega mais longa Dereio (Δαρειαῖος, Dareiaîos). O nome na forma nominativa significa "aquele que mantém firme o(s) bem(nes)", o que se pode verificar pela primeira parte dāraya, que significa "titular", e o advérbio vau, que significa "bondade".

## Vida
Com a morte de Artaxerxes I, desencadearam-se lutas internas pelo poder na Pérsia. Saiu-se vencedor dessas disputas, Dario II, um filho ilegítimo do xá morto.
Em 413 a.C., Dario II aliou-se a Esparta e voltou a apoderar-se das cidades gregas na costa asiática. Além disso, tomou parte na Guerra do Peloponeso, vencendo sua última batalha em Egospótamo, no ano de 405 a.C.
Dario II manteve com o Egito os mesmos tratados feitos por seu antecessor. Ao mesmo tempo demonstrava favorecer a comunidade judaica de Elefantina, o que desagradava em muito aos egípcios; estes que se revoltaram, liderados por Amirteu, um príncipe saíta, que durante seis anos lutou pela independência de seu país.